# Chrysiptera bleekeri
Chrysiptera bleekeri és una espècie de peix de la família dels pomacèntrids i de l'ordre dels perciformes que habita a l'illa de Timor, Flores i les Filipines. Els mascles poden assolir els 8 cm de longitud total.